# Рамнульф II де Пуатьє
Рамнульф або Ранульф II (*Ramnulf II de Poitiers, 850 — 5 серпня 890) — герцог Аквітанії у 887—890 роках.

## Життєпис
Походив з династії Рамнульфідів. Син Рамнульфа I, герцога Аквітанії, та Біліхільди Менської. Народився у 850 році. Виховувався при дворі короля Карла II Лисого. Після смерті батька у 866 році не отримав батьківське володіння, замість нього графом Пуатьє став Бернард Готський.
У 877 році новий король Людовик II Заїка призначив Рамнульфа графом Пуатьє, змістивши Бернарда. У 879 році приніс оммаж новому королю Карломану II. Заснував віконство Туар для захисту від вторгнення норманів. Більшість зусиль приділяв захисту своїх володінь від ворогів, водночас намагався налагодити дружні стосунки з Бернардом I, який за короля Карла III набув значної політичної ваги.
У 887 році, скориставшись послабленням влади імператора Карла III Товстого, після смерті Бернарда, маркграфа і герцога Аквітанії, прийняв собі титул нового герцога. Ймовірно Карл III безперестанно воюючи з номорманами, що вдерлися до середини Західно-Франкського королівства, вимушений був підтвердити посаду Рамнульфа II.
У 888 році відмовився визнати королем Одо I. У 889 році на зборах знаті Рамнульфа II оголошено королем Аквітанії. Втім, того ж року аквітанці зазнали поразки від військ Одо I. Проте Рамнеульф II зумів зберегти військо та підтримку в містах Аквітанії. В результаті було укладено угоду, за якою новим королем Аквітанії став старший син Одо I — Рауль, а Рамнульфа II визнано герцогом Аквітанії.
Своєрідне двовладдя тривало до самої смерті Рамнульфа у 890 році. Після цього владу перебрав Ебль, що був позашлюбним сином Рамнульфа II. У графстві Пуатьє осів Рамнульф III.

## Родина
Дружина — Ерменгарда.
Діти:
- Рамнульф III (д/н—901), граф Пуатьє у 890—901 роках

Бастард:
- Ебль (872—934), герцог Аквітанії у 890—893 роках